# Cryphia ravulana
Cryphia ravulana är en fjärilsart som beskrevs av Embrik Strand 1921. Cryphia ravulana ingår i släktet Cryphia och familjen nattflyn. Inga underarter finns listade i Catalogue of Life.